# Mediatore creditizio
Il mediatore creditizio è la figura che mette in contatto le banche o intermediari creditizi non bancari (ex art 106 TUB), con la potenziale clientela interessata all'accesso al credito sotto qualsiasi forma, come per esempio: finanziamenti a privati e alle imprese, cessioni del quinto dello stipendio, mutui, leasing, prodotti assicurativi.

## Italia

### Normativa
L'attività di mediazione creditizia è definita dall'art. 2 del DPR 28 luglio 2000 n. 287 emanato in attuazione dell'art. 16 della legge 7 marzo 1996 n. 108 (Disposizioni in materia di usura.)
L'Ufficio italiano cambi con provvedimento del 4 agosto 2000 dettò le istruzioni per l'iscrizione di tali soggetti nell'albo dei mediatori creditizi previsto dall'art. 16 della predetta legge 108/1996. La legge prevede l'iscrizione di tutti coloro che svolgono questa professione ad un apposito albo.
Il D.Lgs. 141/2010 è l'ultima importante norma relativa al settore. Ha attuato la direttiva europea 2008/48/CE relativa ai contratti di credito ai consumatori e ha apportato modifiche del titolo VI del TUB in merito alla disciplina dei soggetti operanti nel settore finanziario, degli agenti in attività finanziaria e dei mediatori creditizi. Il D.Lgs. 141/2010 ha introdotto importanti novità, tra le quali:
- istituzione di un apposito organismo di vigilanza dell'operato dei professionisti
- requisiti di accesso alla professione più elevati
- istituzione di un nuovo Elenco
- controlli più rigidi e severi

### Elenco dei mediatori creditizi e dei collaboratori
Secondo quanto previsto dal D.Lgs. 141 e dall'OAM, l'iscrizione all'apposito elenco, obbligatoria per esercitare l'attività, è subordinata al possesso di precisi requisiti:
- forma societaria di capitali quale Società per Azioni, Società in accomandita per azioni, Società a responsabilità limitata o Società cooperativa (l'esercizio della professione non è più consentito ad una persona fisica o a società di persone)
- sede legale e amministrativa in Italia
- l'oggetto sociale deve prevedere l'esercizio dell'attività di mediazione creditizia in via esclusiva (oltre alle attività connesse, strumentali e compatibili previste dalla normativa ai sensi dell'art. 17, comma 4-quater, del D.Lgs. n. 141/2010)
- possesso dei requisiti di onorabilità ai sensi dell'art. 15 del D.Lgs. n. 141/2010
- possesso dei requisiti di professionalità, compreso il superamento di un apposito esame
- versamento del capitale sociale non inferiore a quello previsto per le società per azioni dall'art. 2327, così come modificato dall'art. 20, comma 7, D.L. n. 91/2014 convertito in legge n. 116/2014 del codice civile (Euro 50.000,00).
- stipula di una polizza di assicurazione di responsabilità civile per i danni arrecati nell'esercizio dell'attività derivanti da condotte proprie o di terzi del cui operato la società risponde a norma di legge.

### Collaboratori e dipendenti
Il Decreto legislativo 141/2010 ha introdotto la figura del collaboratore creditizio del quale il mediatore può avvalersi per il contatto con il pubblico. Tali soggetti sono persone fisiche che svolgono la loro attività esclusivamente per un solo mediatore creditizio , che ne trasmette all'OAM i nominativi e ha il compito di verificarne i requisiti e l'aggiornamento professionale obbligatorio. Il mediatore creditizio risponde in solido dei danni causati da dipendenti e collaboratori.
I collaboratori e i dipendenti devono possedere i requisiti di onorabilità e professionalità indicati nell'art. 128-septies, comma 1, lettere d ed e del TUB, senza tuttavia dover sostenere esami. E'compito del mediatore creditizio
I dipendenti e i collaboratori delle società di mediazione creditizia devono superare una prova valutativa per poter essere inseriti nelle liste che i mediatori forniscono all'OAM e che sono consultabili pubblicamente sul sito dell'organismo.